# Banca Centrală pentru Industrie și Comerț

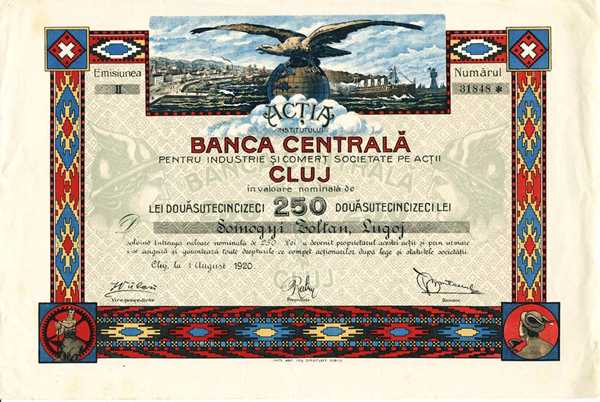
Acţiune emisă de Banca Centrală din Cluj în 1920

Banca Centrală pentru Industrie și Comerț a fost o bancă care a funcționat în perioada 1887 - 1950 . Sediul central al băncii se afla la Cluj, având filiale la Arad, Alba-Iulia, Bistrița, Hațeg, Oradea, Sibiu, Turda și Timișoara. În anul 1922 capitalul social al băncii era de 50.000.000 lei.